# سلامت و حقوق جنسی و باروری
سلامت و حقوق جنسی و باروری (انگلیسی: Sexual and reproductive health and rights) مفهوم حقوق بشر است که در میل جنسی در انسان و تولیدمثل اعمال می‌شود. ترکیبی از چهار حوزه است که در برخی زمینه‌ها کم و بیش از یکدیگر متمایز هستند، اما در زمینه‌های دیگر کمتر یا اصلاً متمایز نیستند. این چهار زمینه عبارتند از: سلامت جنسی، حقوق جنسی، سلامت باروری و حقوق باروری. در مفهوم سلامت و حقوق جنسی و باروری، این چهار زمینه مجزا اما ذاتاً در هم تنیده شده‌اند.
تمایز بین این چهار زمینه همیشه ایجاد نمی‌شود. گاهی سلامت جنسی و بهداشت باروری مترادف یکدیگر تلقی می‌شوند، همان‌طور که حقوق جنسی و حقوق باروری نیز مترادف یکدیگر هستند. در برخی موارد، حقوق جنسی در اصطلاح سلامت جنسی گنجانده شده‌است یا برعکس. نه تنها سازمان مردم‌نهاد مختلف و سازمان‌های دولتی از اصطلاحات متفاوتی استفاده می‌کنند، بلکه اصطلاحات مختلفی اغلب در یک سازمان استفاده می‌شود.
برخی از سازمان‌های غیردولتی جهانی که برای سلامت و حقوق جنسی و باروری مبارزه می‌کنند عبارتند از: IPPF (فدراسیون بین‌المللی برنامه‌ریزی شده والدین)، ILGA (سازمان بین‌المللی همجنس‌گرایی، دوجنس‌گرایی، تراجنسی و دوجنسی)، WAS (انجمن جهانی برای سلامت جنسی - که قبلاً به عنوان انجمن جهانی جنسی‌شناسی شناخته می‌شد)، مرکز سلامت و برابری جنسیتی، و اتحاد بین‌المللی ایدز.

## تاریخچه
برنامه‌های تنظیم خانواده توسط دولت برای اولین بار در دهه ۱۹۵۰ آغاز شد. با این حال، اهداف اصلی این برنامه‌ها اغلب حول محور کنترل جمعیت برای رشد و توسعه اقتصادی بود. در سال ۱۹۹۴، کنفرانس بین‌المللی جمعیت و توسعه (ICPD) در قاهره، مصر تغییر چشمگیری را در دیدگاه بهداشت باروری نشان داد و به عنوان تولد جنبش مدرن سلامت و حقوق جنسی و باروری در نظر گرفته می‌شود. در طول کنفرانس، بحث‌های پیرامون تنظیم خانواده از اقتصاد به بهداشت عمومی و حقوق بشر تغییر یافت. یک برنامه اقدام (PoA) در پایان کنفرانس بین‌المللی جمعیت و توسعه ایجاد شد و توسط ۱۷۹ کشور تصویب و تصویب شد. برنامه اقدام سلامت جنسی و باروری را به عنوان یک حقوق جهانی بشر تأیید کرد و اهداف جهانی را برای بهبود سلامت باروری مبتنی بر موضوعات اصلی انتخاب آزاد، توانمندسازی زنان و نگاه کردن به سلامت جنسی و باروری از نظر رفاه جسمی و عاطفی ترسیم کرد. برنامه اقدام مجموعه ای از اهداف را بر اساس یک مأموریت مرکزی دستیابی به دسترسی همگانی به سلامت باروری در سرتاسر جهان ترسیم کرد که قرار بود تا سال ۲۰۱۵ محقق شوند. در سال ۲۰۰۰، اهداف توسعه هزاره تدوین شد، و اگرچه بهداشت باروری به صراحت به عنوان یکی از اهداف ذکر نشده بود، اما جزء مهم اهداف ۳، ۴ و ۵ شد. در سال ۲۰۱۰، برنامه اقدام اصلی مجدداً توسط سازمان ملل متحد مورد بازبینی قرار گرفت و به روز شد تا منعکس کننده هدف آنها برای دستیابی به مراقبت‌های بهداشت باروری جهانی تا سال ۲۰۱۵ باشد. هنگامی که اهداف توسعه هزاره و برنامه اقدام کنفرانس بین‌المللی جمعیت و توسعه در سال ۲۰۱۵ حذف شدند، اهداف بعدی برای سلامت و حقوق جنسی و باروری در سند ۲۰۳۰ یونسکو (اهداف توسعه پایدار) قرار گرفتند، تکرار بعدی اهداف توسعه هزاره که اهداف مبارزه با فقر را تا سال ۲۰۳۰ ترسیم می‌کند.

## سلامت جنسی
سازمان جهانی بهداشت سلامت جنسی را اینگونه تعریف می‌کند: «سلامت جنسی وضعیتی از رفاه جسمی، روانی و اجتماعی در رابطه با تمایلات جنسی است که نیازمند رویکرد مثبت و محترمانه نسبت به روابط جنسی و روابط جنسی و همچنین امکان داشتن تجارب جنسی لذت بخش و ایمن، عاری از اجبار، تبعیض و خشونت است.» اختلال عملکرد جنسی معمولاً چندعلتی است، اما تنها دلیل خاص اختلال عملکرد جنسی وجود انتظارات غیرواقع بینانه در یک یا هر دو همسر است. بنابراین ، مدل رابطه جنسی مطلوب چارچوبی برای درک رشد ممانعت از میل جنسی ، اجتناب از رابطه جنسی ، خودآگاهی یا یک رابطه جنسی ایده آل ، جدا از انتظارات جنسی غیرواقع بینانه فراهم نمی کند.